# Polynoidae
Polynoidae ist der Name einer Familie mittelgroßer bis großer, meist räuberischer oder als Kommensalen lebender Vielborster (Polychaeta), deren etwa 748 Arten in rund 165 Gattungen in Meeren weltweit zu finden sind.

## Merkmale
Die Vielborster der Familie Polynoidae haben eine deutlich sichtbare Segmentierung, wobei viele Arten eine konstante Anzahl an Segmenten haben. Mit einer Länge von etwa 20 cm und einer Breite von rund 10 cm bei einer konstanten Anzahl von 40 Segmenten ist die flache und sehr breite Eulagisca gigantea möglicherweise die größte Art.
Das Prostomium der Polynoidae ist zweilappig oder gerundet, und das Peristomium wird lediglich von den Lippen um den Mund herum gebildet. Die meisten Arten haben ein Paar laterale und eine mediane Antenne. Die gelenklosen, sich verjüngenden ventralen Palpen sind mit dem ersten Segment verschmolzen. Ein Paar Nuchalorgane ist vorhanden. 2 Paar Augen können vorhanden sein, doch haben viele Arten keine Augen. Die Längsmuskeln sind in Bündel angeordnet. Das erste Segment umgibt das Prostomium und hat meist sehr kleine gegabelte Parapodien, deren Neuropodien mit der Unterseite des Kopfes verwachsen sind, sowie zwei Paar Tentakel-Cirren. Die Neuropodien sind in allen Segmenten deutlich länger als die Notopodien, die manchmal sehr kurz sind und nur wenige Borsten tragen. Segmente mit dorsalen Cirren und mit Elytren wechseln sich zumindest im Vorderteil des Körpers ab, wobei im Hinterabschnitt Elytren vorhanden sein oder fehlen können, während ventrale Cirren stets vorhanden sind. Die Tiere haben weder Kiemen noch Epidermispapillen. Am Pygidium sitzt ein Paar Cirren. Aciculae sind vorhanden.
Die Tiere haben ein axiales Buccalorgan, einen muskulösen ausstülpbaren Pharynx mit Endpapillen und zwei Paar dorsoventrale Kiefer. Eine Kehlmembran fehlt, und der Darm weist pro Segment ein Paar Blindsäcke auf. Das geschlossene Blutgefäßsystem hat kein zentrales Herz, das Blut keinen Blutfarbstoff. In vielen Segmenten befinden sich Mixonephridien.

## Lebensweise
Die zahlreichen Arten der Polynoidae sind in Meeren weltweit verbreitet, wo sie verschiedene benthische Habitats bewohnen.
Die Polynoidae ernähren sich teilweise räuberisch von Kleinkrebsen und anderen Kleintieren, teilweise aber auch von Algen – oft von beidem. Viele Arten sind Kommensalen, die an oder in Stachelhäutern, Schnecken oder Muscheln leben und sich unter anderem von Nahrungsresten oder Kot der Wirte ernähren.
Die Polynoidae sind getrenntgeschlechtlich, und bei den meisten Arten werden die Eier im freien Meerwasser befruchtet und entwickeln sich über ein frei schwimmendes Larvenstadium. Lediglich von Harmothoe imbricata ist bekannt, dass sie die Eizellen unter den Elytren des Muttertieres befruchtet und die Eier anschließend auch hier ausbrütet werden. Etwa 16 Tage nach der Befruchtung werden frei schwimmende Larven entlassen, die nach einer Phase als Zooplankton zu kriechenden Würmern metamorphosieren.

## Gattungen
Die Familie Polynoidae hat rund 165 Gattungen mit etwa 748 Arten:
Admetellinae Uschakov, 1977
- Admetella McIntosh, 1885
- Bathyadmetella Pettibone, 1967

Arctonoinae Hanley, 1989
- Adyte Saint-Joseph, 1899
- Arctonoe Chamberlin, 1920
- Asterophilia Hanley, 1989
- Australaugeneria Pettibone, 1969
- Bathynoe Ditlevsen, 1917
- Capitulatinoe Hanley & Burke, 1989
- Disconatis Hanley & Burke, 1988
- Gastrolepidia Schmarda, 1861
- Medioantenna Imajima, 1997
- Minusculisquama Pettibone, 1983
- Neohololepidella Pettibone, 1969
- Parabathynoe Pettibone, 1990
- Parahololepidella Pettibone, 1969
- Pottsiscalisetosus Pettibone, 1969
- Showascalisetosus Imajima, 1997

Bathyedithinae Pettibone, 1976
- Bathyedithia Pettibone, 1976

Bathymacellinae Pettibone, 1976
- Bathymacella Pettibone, 1976

Branchinotogluminae Pettibone, 1985
- Branchinotogluma Pettibone, 1985

Branchiplicatinae Pettibone, 1985
- Branchiplicatus Pettibone, 1985

Branchipolynoinae Pettibone, 1984
- Branchipolynoe Pettibone, 1984

Eulagiscinae Pettibone, 1997
- Eulagisca McIntosh, 1885
- Pareulagisca Pettibone, 1997

Gesiellinae Muir, 1982
- Gesiella Pettibone, 1976

Lepidastheniinae Pettibone, 1989
- Alentiana Hartman, 1942
- Anotochaetonoe Britayev & Martin, 2005
- Benhamipolynoe Pettibone, 1976
- Hyperhalosydna Augener, 1922
- Lepidasthenia Malmgren, 1867
- Lepidastheniella Monro, 1924
- Lepidofimbria Hartman, 1967
- Parahalosydna Horst, 1915
- Perolepis Ehlers, 1908
- Pseudopolynoe Day, 1962
- Showapolynoe Imajima, 1997
- Telolepidasthenia Augener & Pettibone, 1970

Lepidonotinae Willey, 1902
- Alentia Malmgren, 1865
- Allmaniella McIntosh, 1885
- Augenerilepidonotus Pettibone, 1995
- Bathymoorea Pettibone, 1967
- Cervilia Frickhinger, 1916
- Chaetacanthus Seidler, 1922
- Dilepidonotus Hartman, 1967
- Drieschiopsis Støp-Bowitz, 1991
- Euphione McIntosh, 1885
- Euphionella Monro, 1936
- Halosydna Kinberg, 1856
- Halosydnella Hartman, 1938
- Halosydnopsis Uschakov & Wu, 1959
- Hermenia Grube, 1856
- Hermilepidonotus Uschakov, 1974
- Heteralentia Hanley & Burke, 1991
- Hololepida Moore, 1905
- Lepidametria Webster, 1879
- Lepidonopsis Pettibone, 1977
- Lepidonotus Leach, 1816
- Nonparahalosydna Uschakov, 1982
- Olgalepidonotus Pettibone, 1995
- Parahalosydnopsis Pettibone, 1977
- Polinoe Risso, 1826
- Pseudohalosydna Fauvel, 1913
- Sheila Monro, 1930
- Telodrieschia Kirkegaard, 1995
- Thormora Baird, 1865

Lepidonotopodinae Pettibone, 1983
- Lepidonotopodium Pettibone, 1983
- Thermopolynoe Miura, 1994

Macellicephalinae Hartmann-Schröder, 1971
- Austropolaria Neal, Barnich, Wiklund & Glover, 2012
- Bathybahamas Pettibone, 1985
- Bathycanadia Levenstein, 1981
- Bathycatalina Pettibone, 1976
- Bathyeliasona Pettibone, 1976
- Bathyfauvelia Pettibone, 1976
- Bathykermadeca Pettibone, 1976
- Bathykurila Pettibone, 1976
- Bathylevensteina Pettibone, 1976
- Bathypolaria Levenstein, 1981
- Bathytasmania Levenstein, 1982
- Bathyvitiazia Pettibone, 1976
- Bruunilla Hartman, 1971
- Levensteiniella Pettibone, 1985
- Macellicephala McIntosh, 1885
- Natopolynoe Pettibone, 1985
- Pelagomacellicephala Pettibone, 1985

Macellicephaloidinae Pettibone, 1976
- Macellicephaloides Uschakov, 1955

Macelloidinae Pettibone, 1976
- Macelloides Uschakov, 1957

Polaruschakovinae Pettibone, 1976
- Bathymiranda Levenstein, 1981
- Diplaconotum Loshamn, 1981
- Polaruschakov Pettibone, 1976

Polynoinae Kinberg, 1856
- Acanthicolepis McIntosh, 1900
- Acholoe Claparède, 1870
- Andresia Prenant, 1924
- Antarctinoe Barnich, Fiege, Micaletto & Gambi, 2006
- Antinoe Kinberg, 1856
- Antipathypolyeunoa Pettibone, 1991
- Arcteobia Annenkova, 1937
- Arctonoella Buzhinskaja, 1967
- Australonoe Hanley, 1993
- Austrolaenilla Bergström, 1916
- Barrukia Bergström, 1916
- Bathynotalia Levenstein, 1982
- Bayerpolynoe Pettibone, 1991
- Brychionoe Hanley & Burke, 1991
- Bylgides Chamberlin, 1919
- Enipo Malmgren, 1865
- Eucranta Malmgren, 1865
- Eunoe Malmgren, 1865
- Gattyana McIntosh, 1897
- Gaudichaudius Pettibone, 1986
- Gorekia Bergström, 1916
- Gorgoniapolynoe Pettibone, 1991
- Grubeopolynoe Pettibone, 1969
- Harmothoe Kinberg, 1856
- Hemilepidia Schmarda, 1861
- Hermadion Kinberg, 1856
- Hermadionella Uschakov, 1982
- Hesperonoe Chamberlin, 1919
- Heteropolynoe Bidenkap, 1907
- Hololepidella Willey, 1905
- Intoshella Darboux, 1899
- Kermadecella Darboux, 1899
- Lagisca Malmgren, 1865
- Leucia Malmgren, 1867
- Lobopelma Hanley, 1987
- Malmgrenia McIntosh, 1874
- Malmgreniella Hartman, 1967
- Melaenis Malmgren, 1865
- Neobylgides Pettibone, 1993
- Neolagisca Barnich & Fiege, 2000
- Neopolynoe Loshamn, 1981
- Paradyte Pettibone, 1969
- Paragattyana Pettibone, 1993
- Paralentia Uschakov, 1982
- Paralepidonotus Horst, 1915
- Pararctonoella Pettibone, 1996
- Pettibonesia Nemésio, 2006
- Polyeunoa McIntosh, 1885
- Polynoe Lamarck, 1818
- Robertianella McIntosh, 1885
- Rullieriella Pettibone, 1993
- Russellhanleya Barnich, Sun & Fiege, 2004
- Scalisetosus McIntosh, 1885
- Subadyte Pettibone, 1969
- Tenonia Nichols, 1969
- Tottonpolynoe Pettibone, 1991
- Verrucapelma Hanley & Burke, 1991
- Ysideria Ruff, 1995

Uncopolynoinae Wehe, 2006
- Uncopolynoe Hartmann-Schröder, 1960

Vampiropolynoinae Marcus & Hourdez, 2002
- Vampiropolynoe Marcus & Hourdez, 2002

Polynoidae incertae sedis
- Bathyhololepidella Buzhinskaya, 1992
- Bathymariana Levenstein, 1978
- Benhamisetosus Averintsev, 1978
- Drieschella Augener & Pettibone, 1970
- Eumolphe Risso, 1826
- Eupolynoe McIntosh, 1874
- Frennia Viguier, 1912
- Hartmania Pettibone, 1955
- Hylosydna
- Lepidogyra Hartman, 1967
- Ophthalmonoe Petersen & Britayev, 1997
- Paranychia Czerniavsky, 1882
- Parapolyeunoa Barnich, Gambi & Fiege, 2012
- Peinaleopolynoe Desbruyères & Laubier, 1988
- Penaleopolynoe Desbruyères & Laubier, 1988
- Phyllantinoe McIntosh, 1876
- Phyllohartmania Pettibone, 1961
- Phyllosheila Pettibone, 1961
- Podarmus Chamberlin, 1919
- Polynoella McIntosh, 1885
- Polynoina Nolte, 1936